# Objevování léčiv

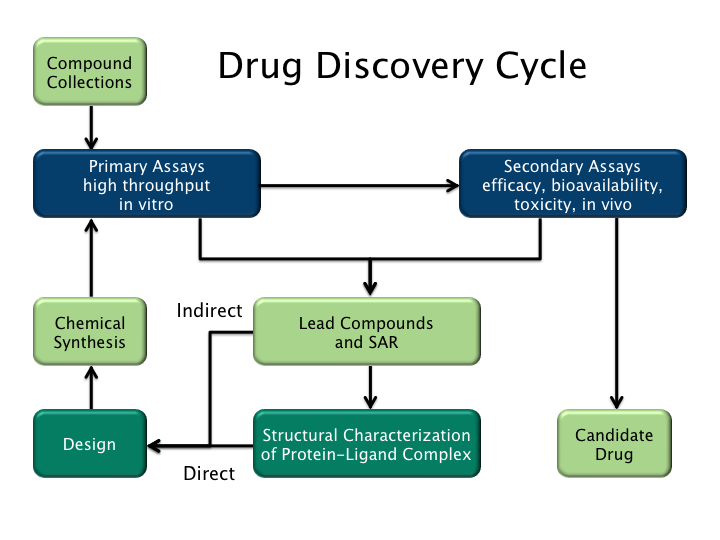
Schéma objevování a vývoje nových léčiv

Objevování léčiv nebo také farmaceutický výzkum je cílené hledání nových účinných látek, nových kombinací účinných látek, nových galenických forem, nových oblastí použití stávajících léčiv a vývoj nových léčiv prováděný ve farmaceutických společnostech, ve výzkumných ústavech a na univerzitách. U kandidátů na nové léky musí být testována jejich kvalita, bezpečnost a účinnost v předepsaných preklinických a klinických studiích předtím, než jsou tyto léky schváleny k uvedení na trh příslušnými úřady.
Historicky byly léky objevovány identifikací účinné látky z tradičních léčivých přípravků nebo náhodným objevem, jako v případě penicilinu. V nedávné době však byly chemické knihovny syntetických malých molekul, přírodních produktů nebo extraktů prověřovány v intaktních buňkách nebo celých organismech s cílem identifikovat látky, které mají žádoucí terapeutický účinek, v procesu známém jako klasická farmakologie. Poté, co sekvenování lidského genomu umožnilo rychlé klonování a syntézu velkého množství purifikovaných proteinů, se stalo běžnou praxí používat high-throughput screening velkých knihoven sloučenin proti biologickým cílům, u nichž se předpokládá, že mohou modifikovat onemocnění, v procesu známém jako reverzní farmakologie. Úspěšné molekuly z těchto screeningů ("hity") se pak testují na buňkách a následně na zvířatech, aby se zjistila jejich účinnost.
Moderní metody oboru objevování léčiv zahrnují prvotní identifikaci hitů během screeningu, medicinální chemii a následnou optimalizaci těchto hitů za účelem zvýšení afinity, selektivity (snížení možnosti výskytu vedlejších účinků), účinnosti/potence, metabolické stability (zvýšení biologického poločasu) a perorální biologické dostupnosti. Ve chvíli, kdy je identifikována sloučenina splňující všechny tyto požadavky, může proces vývoje léku dále pokračovat. V případě úspěchu může další vývoj vyústit v testování látky v klinických studiích.
Moderní objevování léků je tedy obvykle kapitálově náročný proces, který zahrnuje velké investice farmaceutických průmyslových korporací i vlád jednotlivých států (které poskytují granty a záruky za úvěry). Navzdory technologickému pokroku a porozumění biologickým systémům je objevování léků stále zdlouhavým, "nákladným, obtížným a neefektivním procesem" s nízkou mírou objevování nových terapeutik. V roce 2010 činily náklady na výzkum a vývoj každé nové molekulární entity přibližně 1,8 miliardy USD. Ve 21. století je základní výzkum v oblasti objevování léčiv financován především vládami a dobročinnými organizacemi, zatímco vývoj v pozdní fázi je financován především farmaceutickými společnostmi nebo investory rizikového kapitálu. Aby mohly být léky uvedeny na trh, musí projít několika úspěšnými fázemi klinických zkoušek a projít schvalovacím procesem nového léku, který se ve Spojených státech nazývá New Drug Application.
Objevování léků, které mohou mít komerční úspěch nebo úspěch v oblasti veřejného zdraví, zahrnuje složitou interakci mezi investory, průmyslem, akademickou obcí, patentovými zákony, regulační exkluzivitou, marketingem a potřebou vyvážit utajení a komunikaci. Mezitím u vzácných onemocnění, kdy nelze očekávat velký komerční úspěch nebo efekt pro veřejné zdraví, zajišťuje proces financování léků pro "vzácná" onemocnění určitou naději pro lidi, kteří těmito poruchami trpí.

## Dějiny
Myšlenka, že účinek léčiva v lidském těle je zprostředkován specifickými interakcemi molekuly léčiva s biologickými makromolekulami (ve většině případů proteiny nebo nukleovými kyselinami), vedla vědce k závěru, že pro biologickou aktivitu léčiva jsou nutné jednotlivé chemické látky. To se stalo počátkem moderní éry farmakologie, kdy se standardními léčivy staly čisté chemické látky namísto surových extraktů léčivých rostlin. Příkladem léčivých sloučenin izolovaných ze surových preparátů je morfin (účinná látka v opiu) a digoxin (látka stimulující činnost srdce pocházející z Digitalis lanata). Organická chemie také vedla k syntéze mnoha přírodních produktů izolovaných z biologických zdrojů.
Historicky se látky, ať už surové extrakty nebo purifikované chemické látky, testovaly na biologickou aktivitu bez znalosti biologického cíle. Teprve poté, co byla identifikována účinná látka, byla vyvinuta snaha o identifikaci cíle. Tento přístup je znám jako klasická farmakologie, "dopředná" farmakologie ("forward pharmacology") či fenotypové objevování léčiv.
Později byly syntetizovány malé molekuly specificky zaměřené na známou fyziologickou/patologickou dráhu, čímž se předešlo hromadnému screeningu bank uložených sloučenin. To vedlo k velkým úspěchům, například k práci Gertrudy Elionové a George H. Hitchingse na metabolismu purinů, k práci Jamese Blacka na beta-blokátorech a cimetidinu a k objevu statinů Akirou Endem. Dalším zastáncem přístupu spočívajícího ve vývoji chemických analogů známých účinných látek byl sir David Jack z firmy Allen and Hanbury's, později Glaxo, který byl průkopníkem prvního inhalačního selektivního beta2-adrenergního agonisty pro astma, prvního inhalačního steroidu pro astma, ranitidinu jako nástupce cimetidinu a podporoval vývoj triptanů. Gertruda Elionová, která pracovala převážně se skupinou méně než 50 lidí na purinových analogách, přispěla k objevu prvního antivirotika, prvního imunosupresiva (azathioprinu), které umožnilo transplantaci lidských orgánů, prvního léku, který navodil remisi dětské leukémie, zásadních protinádorových léků, antimalarika, antibakteriálního léku a léku proti dně.
Klonování lidských proteinů umožnilo screening velkých knihoven sloučenin proti specifickým cílům, o nichž se předpokládá, že souvisejí s určitými nemocemi. Tento přístup je znám jako reverzní farmakologie a je dnes nejčastěji používaným přístupem. Ve 20. letech 20. století se nejspíše začnou používat (ve větším množství) i qubity a kvantové počítače, které výrazně zkrátí dobu potřebnou k objevení léků.

## Biologické cíle
Obecně je "cílem" přirozeně existující buněčná nebo molekulární struktura, která se podílí na patologii, jež je předmětem zájmu, a na kterou má vyvíjené léčivo působit. Rozdíl mezi "novým" a "zavedeným" cílem však může být učiněn bez úplného pochopení toho, co přesně "cíl" je. Toto rozlišení obvykle provádějí farmaceutické společnosti zabývající se objevováním a vývojem terapeutik. Podle odhadu z roku 2011 bylo 435 produktů lidského genomu identifikováno jako terapeutické cíle léků schválených FDA.
"Zavedené cíle" jsou cíle, u nichž existuje dobrá vědecká znalost, podložená dlouhou publikační historií o tom, jak cíl funguje v normální fyziologii, tak i o tom, jak se podílí na lidské patologii. To neznamená, že mechanismus účinku léčiv, o nichž se předpokládá, že působí prostřednictvím určitého zavedeného cíle, je plně pochopen. Slovo "zavedený" se spíše přímo vztahuje k množství dostupných základních informací o cíli, zejména funkčních informací. Obecně se za "nové cíle" považují všechny cíle, které nejsou "zavedenými cíli", ale které byly nebo jsou předmětem snah o objevování léčiv. Většina cílů vybraných pro objevování léčiv jsou proteiny, jako jsou receptory spřažené s G-proteiny (GPCR) a proteinkinázy.

## Screening a design
Proces hledání nového léku proti vybranému cíli pro konkrétní onemocnění obvykle zahrnuje high-throughput screening (HTS), při kterém se testují velké knihovny chemických látek z hlediska jejich schopnosti ovlivňovat daný biologický cíl. Například pokud je cílem nový GPCR, budou sloučeniny testovány na jejich schopnost inhibovat nebo stimulovat tento receptor (viz antagonista a agonista): pokud je cílem proteinkináza, budou chemické látky testovány na jejich schopnost inhibovat tuto kinázu.
Další funkcí HTS je ukázat, jak selektivní jsou sloučeniny pro vybraný cíl, jelikož je nutné najít molekulu, která se bude vázat pouze na zvolený cíl, ale nikoliv na jiný, příbuzný cíl. Za tímto účelem se provádí další screeningové testy, aby se zjistilo, zdali "hity" proti zvolenému cíli budou interferovat i s jinými příbuznými cíli (tzv. křížový screeningu). Tento křížový screening je užitečný (a nutný), poněvadž čím více nesouvisejících cílů sloučenina "zasáhne" a ovlivní, tím je pravděpodobnější, že se u této sloučeniny objeví toxicita (způsobená vazbou mimo svůj biologický cíl), jakmile se dostane do klinické praxe.
Je nepravděpodobné, že by se z těchto prvních screeningových testů vyklubal dokonalý kandidát na budoucí léčivo. Jedním z prvních kroků je screening sloučenin, které pravděpodobně nebudou vyvinuty v léčiva; například sloučeniny, které jsou hitem téměř v každém testu a které medicinální chemici klasifikují jako "pan-assay interference compounds" (sloučeniny často jsouce falešnými pozitivitami v HTS), jsou v této fázi odstraněny, pokud již nebyly odstraněny z chemické knihovny. Často je nalezeno několik sloučenin, které mají určitý stupeň aktivity, a pokud tyto sloučeniny sdílejí společné chemické vlastnosti, lze pak vyvinout jedno nebo více farmakoforů. V tomto okamžiku se medicinální chemici pokusí využít vztahů mezi strukturou a aktivitou (SAR) ke zlepšení určitých vlastností "hlavní" sloučeniny ("lead compound"):
- zvýšit aktivitu proti vybranému cíli
- snížit aktivitu proti nesouvisejícím cílům
- zlepšit "druglikeness" ("lékovou podobnost") nebo vlastnosti molekuly v rámci "ADME parametrů"

Tento proces vyžaduje několik opakovaných screeningů, během nichž se (snad) zlepší vlastnosti nových molekulárních entit a umožní, aby vybrané sloučeniny postoupily do in vitro a in vivo testování aktivity na vybraném modelu onemocnění. Mezi fyzikálně-chemické vlastnosti související s absorpcí léčiv patří ionizace (pKa) a rozpustnost; permeabilitu lze pak stanovit pomocí PAMPA a Caco-2. K posouzení kvality sloučeniny nebo řady sloučenin lze použít řadu parametrů, jak je navrženo v Lipinského pravidle pěti. Mezi tyto parametry patří vypočtené vlastnosti, jako je cLogP pro odhad lipofility, molekulová hmotnost, polární povrch, a měřené vlastnosti, jako je účinnost, měření enzymatické clearance in vitro atd. Některé deskriptory, jako je ligandová účinnost (LE) a lipofilní účinnost (LiPE), kombinují tyto parametry k posouzení "druglikeness" dané molekuly.
Ačkoli je HTS běžně používanou metodou pro objevování nových léčiv, není metodou jedinou. Často je možné vycházet z molekuly, která již některé požadované vlastnosti má. Taková molekula může být získána z přírodního produktu nebo dokonce může jít o lék na trhu, který by mohl být vylepšen (tzv. "me too" léky). Často se používají i jiné metody, jako je virtuální high-throughput screening, kdy se screening provádí pomocí počítačem vytvořených modelů a snaží se "dokovat" virtuální knihovny na cíl.
Další metodou pro objevování léčiv je de novo návrh léčiv, při kterém se předpovídají druhy chemických látek, které by mohly například padnout do aktivního místa cílového enzymu. K identifikaci nových chemických látek, které mohou interagovat s cílovým proteinem, se často používá například virtuální screening a počítačem podporovaný návrh léčiv. Molekulární modelování a simulování molekulární dynamiky lze použít jako vodítko pro zlepšení účinnosti a vlastností nových léčivých látek.
Ve vědecké komunitě na poli objevování léčiv dochází také ke změně paradigmatu, neboť se přechází ke screeningu menších knihoven (maximálně několik tisíc sloučenin), na rozdíl od knihoven pro HTS, které jsou nákladné a mohou pokrýt pouze omezený chemický prostor. Patří sem "fragment-based lead discovery" (FBDD) a dynamická kombinatorická chemie řízená proteiny. Ligandy v těchto přístupech jsou obvykle mnohem menší a vážou se na cílový protein se slabší vazebnou afinitou než hity, které jsou identifikovány v rámci HTS. Často je nutná další modifikace pomocí organické syntézy pro přeměnu ligandu na "hlavní" sloučeninu. Tyto modifikace se často řídí rentgenovou krystalografií komplexu protein-fragment. Výhodou těchto přístupů je, že umožňují efektivnější screening a knihovna sloučenin, ačkoli je malá, obvykle pokrývá velký chemický prostor ve srovnání s HTS.
Fenotypový screening také poskytl nová chemická východiska při objevování léčiv. Pro tento přístup byly použity různé modely včetně kvasinek, zebřiček, červů, imortalizovaných buněčných linií, primárních buněčných linií, buněčných linií odvozených od pacientů a celých zvířecích modelů. Tyto screeny jsou navrženy tak, aby našly sloučeniny, které zvrátí fenotyp onemocnění, jako je smrt, agregace proteinů, exprese mutantních proteinů nebo buněčná proliferace jako příklady v ucelenějším buněčném modelu nebo organismu. Pro tyto screeningy se často používají menší screeningové sady, zejména pokud je provoz modelů nákladný nebo časově náročný. V mnoha případech není přesný mechanismus účinku hitů z těchto screeningů znám a může vyžadovat rozsáhlé experimenty s dekonvolucí cíle, aby se zjistil. Rozvoj oboru chemoproteomiky přinesl řadu strategií, jak v těchto případech identifikovat cíle léčiv.

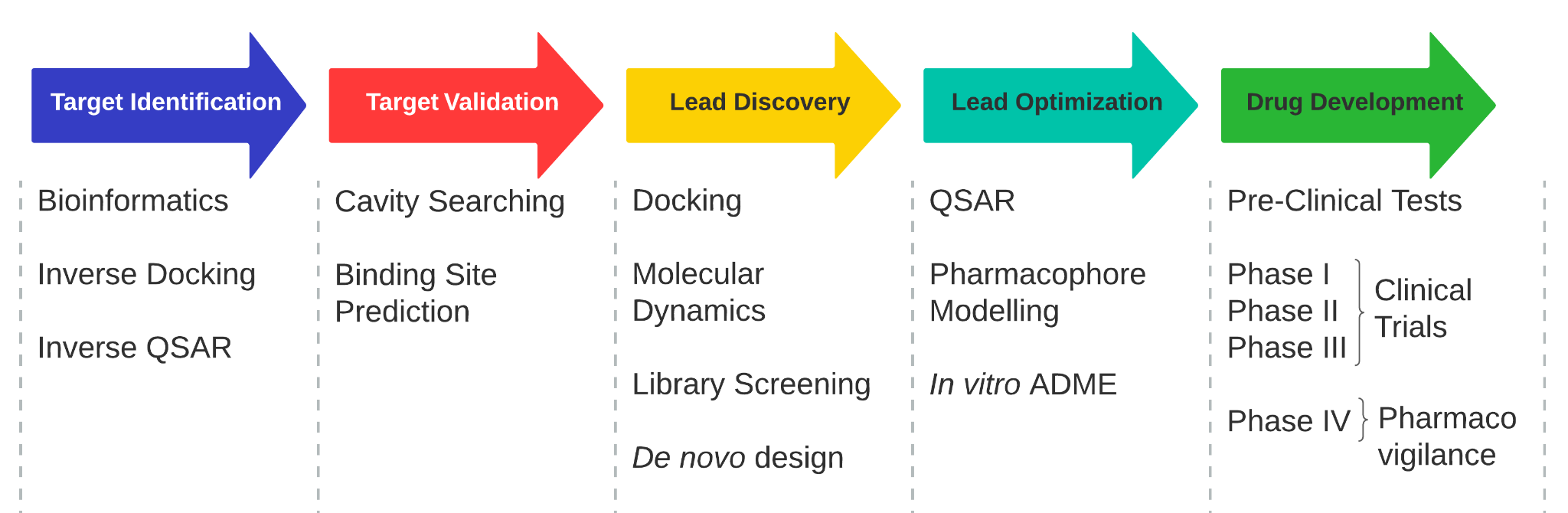
Některé z hlavních výpočetních technik používaných při vývoji léků. Výpočetní techniky hrají důležitou roli ve vývoji léků tím, že pomáhají identifikovat potenciální kandidáty na léky, předpovídat jejich vlastnosti a optimalizovat jejich design.

Jakmile je vytvořena řada hlavních sloučenin s dostatečnou cílovou účinností a selektivitou a příznivými vlastnostmi, je jedna nebo dvě sloučeniny navrženy pro vývoj léčiv. Nejlepší z nich se obvykle nazývá "hlavní" sloučenina ("lead" compound), zatímco druhá se označí jako "záložní". Tato rozhodnutí jsou obvykle podpořena inovacemi v oblasti výpočetního modelování.

## Přírodní zdroje
Mnoho léčiv a dalších chemických látek s biologickou aktivitou bylo tradičně objeveno studiem chemických látek, které organismy vytvářejí, aby ovlivnily aktivitu jiných organismů v zájmu jejich přežití.
Přestože se kombinatoriální chemie stala nedílnou součástí procesu objevování nových látek, přírodní produkty stále hrají významnou roli jako výchozí materiál pro objevování léčiv. Zpráva z roku 2007 ukázala, že z 974 nových chemických entit s malými molekulami, které byly vyvinuty v letech 1981 až 2006, bylo 63 % odvozeno od přírodních produktů nebo semisyntetických derivátů přírodních produktů. U některých oblastí terapie, jako jsou antimikrobiální látky, antineoplastika, antihypertenziva a protizánětlivé léky, byla tato čísla vyšší. V mnoha případech se tyto produkty používají tradičně již mnoho let.
Přírodní produkty mohou být užitečné jako zdroj nových chemických struktur pro moderní techniky vývoje antibakteriální léčby.

### Léčiva rostlinného původu
Mnoho sekundárních metabolitů produkovaných rostlinami má potenciální léčivé vlastnosti. Tyto sekundární metabolity se vážou na bílkoviny (receptory, enzymy atd.) a následně modifikují jejich funkci. Proto se přírodní produkty získané z rostlin často používají jako výchozí bod pro objevování léčiv.

#### Dějiny
Až do doby renesance tvořily naprostou většinu léků v západní medicíně výtažky z rostlin. To vedlo k vytvoření zásoby informací o potenciálu rostlinných druhů jako důležitých zdrojů výchozích materiálů pro objevování léčiv. Botanické znalosti o různých metabolitech a hormonech, které jsou produkovány v různých anatomických částech rostliny (např. kořenech, listech a květech), jsou klíčové pro správnou identifikaci bioaktivních a farmakologických vlastností rostlin. Identifikace nových léčiv a jejich schválení pro uvedení na trh se ukázalo být přísným procesem vzhledem k předpisům stanoveným národními regulačními agenturami pro léčiva.

#### Jasmonáty

Chemická struktura methyljasmonátu (JA).

Jasmonáty jsou důležité v reakcích na poranění a intracelulární signály. Indukují apoptózu a proteinovou kaskádu prostřednictvím proteázových inhibitorů, mají obranné funkce a regulují reakce rostlin na různé biotické a abiotické stresy. Jasmonáty mají také schopnost přímo působit na mitochondriální membrány tím, že vyvolávají depolarizaci membrán prostřednictvím uvolňování metabolitů.
Deriváty jasmonátu (JAD) jsou také důležité pro reakci na rány a regeneraci tkání v rostlinných buňkách. Bylo také zjištěno, že mají účinky proti stárnutí lidské epidermální vrstvy. Předpokládá se, že interagují s polysacharidy proteoglykanů (PG) a glykosaminoglykanů (GAG), které jsou základními složkami extracelulární matrix (ECM) a pomáhají remodelovat ECM. Objev JAD na reparaci kůže vnesl nový zájem o účinky těchto rostlinných hormonů v terapeutickém využití v medicíně.

#### Salicyláty

Chemická struktura kyseliny acetylsalicylové, běžněji známé jako aspirin.

Kyselina salicylová (SA), fytohormon, byla původně získávána z vrbové kůry a od té doby byla identifikována u mnoha druhů. Je důležitým činitelem v imunitě rostlin, ačkoli její úloha není vědci dosud zcela pochopena. Podílí se na reakcích na choroby a imunitu v rostlinných a živočišných tkáních. Mají proteiny vázající kyselinu salicylovou (SABP), u nichž se prokázalo, že ovlivňují řadu živočišných tkání. První objevené léčivé vlastnosti izolované sloučeniny se podílely na tlumení bolesti a horečky. Hrají také aktivní roli při potlačování buněčné proliferace. Mají schopnost vyvolat smrt u lymfoblastické leukémie a dalších lidských nádorových buněk. Jedním z nejběžnějších léčiv odvozených od salicylátů je aspirin, známý také jako kyselina acetylsalicylová, s protizánětlivými a antipyretickými vlastnostmi.

### Mikrobiální metabolity
Mikrobi spolu soupeří o životní prostor a živiny; aby v těchto podmínkách přežili, vyvinuli si mnozí mikrobi schopnosti, které brání konkurenčním druhům v množení. Mikrobi jsou hlavním zdrojem antimikrobiálních léčiv: izoláty Streptomyces byly tak cenným zdrojem antibiotik, že se jim začalo říkat "léčivé plísně". Klasickým příkladem antibiotika objeveného jako obranný mechanismus proti jinému mikrobu je penicilin v bakteriálních kulturách kontaminovaných plísní Penicillium v roce 1928.

### Mořští bezobratlí
Mořské prostředí je potenciálním zdrojem nových bioaktivních látek. Nukleosidy arabinózy objevené u mořských bezobratlých v 50. letech 20. století poprvé ukázaly, že jiné cukerné části než ribóza a deoxyribóza mohou poskytovat bioaktivní nukleosidové struktury. Trvalo to však až do roku 2004, kdy byl schválen první lék získaný z mořských zdrojů. [Potřebná citace] Například toxin šneka zikonotid, známý také pod názvem Prialt, léčí silnou neuropatickou bolest. Několik dalších látek odvozených z mořských živočichů je nyní v klinických studiích pro indikace jako je rakovina, protizánětlivé použití a bolest. Jednou ze tříd těchto látek jsou sloučeniny podobné bryostatinu, které jsou zkoumány jako protinádorová terapie. [Potřebná citace]

### Chemická rozmanitost
Jak bylo uvedeno výše, kombinatoriální chemie byla klíčovou technologií umožňující efektivní generování velkých screeningových knihoven pro potřeby high-throughput screeningu. Nyní, po dvou desetiletích kombinatoriální chemie, se však poukazuje na to, že navzdory zvýšené účinnosti chemické syntézy nebylo dosaženo žádného nárůstu počtu "hlavních" sloučenin nebo kandidátních léčiv. To vedlo k analýze chemických vlastností produktů kombinatoriální chemie ve srovnání se stávajícími léčivy nebo přírodními produkty. K popisu rozdílu mezi knihovnami kombinatoriální chemie a přírodními produkty se často používá chemoinformatický pojem chemická diverzita, znázorněný jako rozložení sloučenin v chemickém prostoru na základě jejich fyzikálně-chemických vlastností. Zdá se, že syntetické sloučeniny z kombinatorických knihoven pokrývají pouze omezený a poměrně rovnoměrný chemický prostor, zatímco existující léčiva a zejména přírodní produkty vykazují mnohem větší chemickou diverzitu, která je v chemickém prostoru rozložena rovnoměrněji. Nejvýraznějšími rozdíly mezi přírodními produkty a sloučeninami v knihovnách kombinatoriální chemie je počet chirálních center (mnohem vyšší u přírodních sloučenin), rigidita struktury (vyšší u přírodních sloučenin) a počet aromatických částí (vyšší u knihoven kombinatoriální chemie). Další chemické rozdíly mezi těmito dvěma skupinami zahrnují povahu heteroatomů (O a N obohacené v přírodních produktech a S a halogenové atomy častěji přítomné v syntetických sloučeninách), jakož i úroveň nearomatické nenasycenosti (vyšší v přírodních produktech). Vzhledem k tomu, že jak rigidita struktury, tak chiralita jsou v medicinální chemii dobře zavedené faktory, o nichž je známo, že zvyšují specifičnost a účinnost sloučenin jako léčiv, předpokládá se, že přírodní produkty jsou ve srovnání s dnešními knihovnami kombinatoriální chemie příznivé jako potenciální vedoucí molekuly.

### Screening
Pro hledání nových bioaktivních chemických látek z přírodních zdrojů existují dva hlavní přístupy.
První se někdy označuje jako náhodný sběr a screenování materiálu, avšakv sběr zdaleka není náhodný. K identifikaci slibných čeledí se často využívají biologické (často botanické) poznatky. Tento přístup je účinný, protože pouze malá část biologické rozmanitosti Země byla kdy testována na farmaceutickou aktivitu. Také organismy žijící v druhově bohatém prostředí si musí vyvinout obranné a konkurenční mechanismy, aby přežily. Tyto mechanismy by mohly být využity při vývoji prospěšných léčiv. Sbírka rostlinných, živočišných a mikrobiálních vzorků z bohatých ekosystémů může potenciálně poskytnout nové biologické aktivity, které stojí za to využít v procesu vývoje léčiv. Jedním z příkladů úspěšného využití této strategie je screening protinádorových látek prováděný ústavem National Cancer Institute, který byl zahájen v 60. letech 20. století. Paclitaxel byl identifikován z tichomořského tisu Taxus brevifolia. Paklitaxel vykázal protinádorovou aktivitu na základě dříve nepopsaného mechanismu (stabilizace mikrotubulů) a je nyní schválen pro klinické použití k léčbě rakoviny plic, prsu a vaječníků a také Kaposiho sarkomu. Na počátku 21. století se ukázalo, že Cabazitaxel (vyráběný francouzskou firmou Sanofi), další příbuzný taxolu, je účinný proti karcinomu prostaty, protože rovněž působí tak, že zabraňuje tvorbě mikrotubulů, které v dělících se buňkách (např. v rakovinných buňkách) od sebe separují chromozomy.
Druhý hlavní přístup zahrnuje etnobotaniku, studium obecného využití rostlin ve společnosti, a etnofarmakologii, oblast uvnitř etnobotaniky, která se zaměřuje konkrétně na léčebné využití. Artemisinin, antimalarikum ze sladkého pelyňku Artemisia annua, které se v čínské medicíně používá od roku 200 př. n. l., je jedním z léků používaných jako součást kombinované léčby multirezistentního Plasmodium falciparum.

### Objasnování struktury
Objasnění chemické struktury má zásadní význam pro to, aby nedošlo k opětovnému objevení chemické látky, jejíž struktura a chemická aktivita je již známa. Hmotnostní spektrometrie je metoda, při níž jsou jednotlivé sloučeniny po ionizaci identifikovány na základě poměru hmotnosti a náboje. Chemické sloučeniny se v přírodě vyskytují jako směsi, proto se k oddělení jednotlivých chemických látek často používá kombinace kapalinové chromatografie a hmotnostní spektrometrie (LC-MS). K dispozici jsou databáze hmotnostních spekter známých sloučenin, které lze použít k přiřazení struktury neznámému hmotnostnímu spektru. Spektroskopie pomocí nukleární magnetické rezonance je základní technikou pro určování chemické struktury přírodních produktů. NMR poskytuje informace o jednotlivých atomech vodíku a uhlíku ve struktuře, což umožňuje podrobnou rekonstrukci architektury molekuly.

## New Drug Application
Když je lék vyvinut a v průběhu výzkumu se prokáže, že je bezpečný a účinný pro zamýšlené použití ve Spojených státech, může společnost podat žádost o nový lék (New Drug Appplication; NDA) – o komercializaci léku a jeho klinické použití. Status NDA umožňuje úřadu FDA prozkoumat všechny předložené údaje o léku a na základě bezpečnosti, specifičnosti účinku a účinnosti dávek rozhodnout o schválení či neschválení kandidátského léku.